# Polanisia erosa
Espèce
Polanisia erosa est une espèce de plantes à fleurs de la famille des Cleomaceae.

## Répartition et habitat
Polanisia erosa est une plante à fleurs annuelle herbacée naturellement présente dans les habitats secs et sablonneux du Texas et des parties adjacentes de l'Arkansas, de la Louisiane et de l'Oklahoma.

## Description
Polanisia erosa est une herbe annuelle collante et non parfumée de 10-60 cm. Elle possède des tiges vertes ou violettes, ramifiées ou non, avec des glandes assises et des poils glandulaires. Les pétioles verts ou pourpres longs de 0,3-1,5 mm, forment souvent un angle avec le limbe. Le limbe se compose de trois folioles étroits de 0,9-3,5 cm de long et seulement ce 1-2 mm de large, quelque peu charnues, les moitiés droite et gauche plus ou moins repliées l'une vers l'autre avec des marges entières, une pointe en forme d'aiguille, la face inférieure de la feuille avec de nombreuses glandes, et la face supérieure avec peu de glandes. Les fleurs à symétrie bilatérale sont disposées dans des racèmes couverts de glandes qui sont initialement de 1-3 cm de long mais qui continuent à croître jusqu'à 6-8 cm lorsque les fruits sont mûrs. Chaque fleur est sous-tendue par une bractée composée d'une ou trois bractées entières, de forme ovale et de 7-15 mm de long. Les pédoncules de chaque fleur individuelle sont longs de 10 à 23 mm. Les quatre sépales  éventuellement défléchis, de couleur verte à pourpre, glabres, sont lancéolés en forme d'œuf inversé, longs de 2,5 à 3,5 mm et larges de 0,75 à 1,25 mm, avec des marges entières et un bout pointu. Les quatre pétales sont généralement blanc crème, oblongs-ovés, composés d'une griffe droite et étroite plus jaunâtre et d'une large plaque. La paire inférieure abaxiale est dirigée vers l'avant et mesure 3-5 mm de long et d'une largeur de 2,5 à 3 mm, les deux tiers supérieurs profondément incisés pour créer neuf ou dix lobes ressemblant à des doigts, souvent eux-mêmes un ou même deux fois divisés en deux lobes. La paire supérieure adaxiale est longue de 6-11 mm et large de 3,5 à 5 mm, moins profondément incisée avec quatre à six lobes en forme de doigts. Les nectaires en forme de tube sont jaunes, mais deviennent pourpres en séchant et mesurent 1 à 5,5 mm de long. Six à quinze étamines dépassent les pétales et sont constituées de filaments violets de 10 à 13 mm surmontés d'anthères violettes de 1 à 1,5 mm de long, qui ne s'enroulent pas au moment de la libération du pollen. L'ovaire, long de 5-8 mm, se trouve à l'extrémité d'un gynophore qui atteint une longueur de 3-14 mm lorsque le fruit est mûr, et est surmonté d'un style de 2,5 à 4,5 mm de long qui persiste et se termine par un stigmate vert. Le fruit est une capsule de 2-6 cm de long et 2,5 à 5 mm de diamètre, avec une surface en filet avec ou sans quelques poils glandulaires. Chaque capsule contient douze à quarante graines globuleuses à ovales, brun rougeâtre foncé, de 1,50 à 1,75 mm, à surface noueuse,.

## Classification
L'espèce Polanisia erosa a été initialement décrite en 1834 par le botaniste américain Thomas Nuttall qui la place dans un nouveau genre sous le protonyme Cristatella erosa. En 1836, Amos Eaton range cette espèce dans le genre Cleome sous le taxon Cleome erosa. En 1842, Stephan Endlicher, un botaniste autrichien, directeur du Jardin botanique de Vienne, la déplace dans un nouveau genre sous Cyrbasium erosum, qui s'avère être un nom illégitime. En 1958, Hugh Iltis conclut que l'espèce pouvait être assignée au genre Polanisia, un nom qui a priorité sur Cristatella, puisqu'il a été érigé par Constantine Samuel Rafinesque en 1819, et en fait la nouvelle combinaison, Polanisia erosa. 
Iltis distingue deux sous-taxons, la sous-espèce nominale et la sous-espèce breviglandulosa,.
Polanisia erosa a pour synonyme
- Dispara filiformis Raf.[5] :